# Werner Dierschke
Werner Dierschke (* 16. November 1906 in Brieg, Schlesien; † 24. Februar 1983 in Baden-Baden) war ein deutscher Architekt, Stadtplaner und Baubeamter sowie Hochschullehrer für Gebäudelehre und Entwerfen.

## Leben

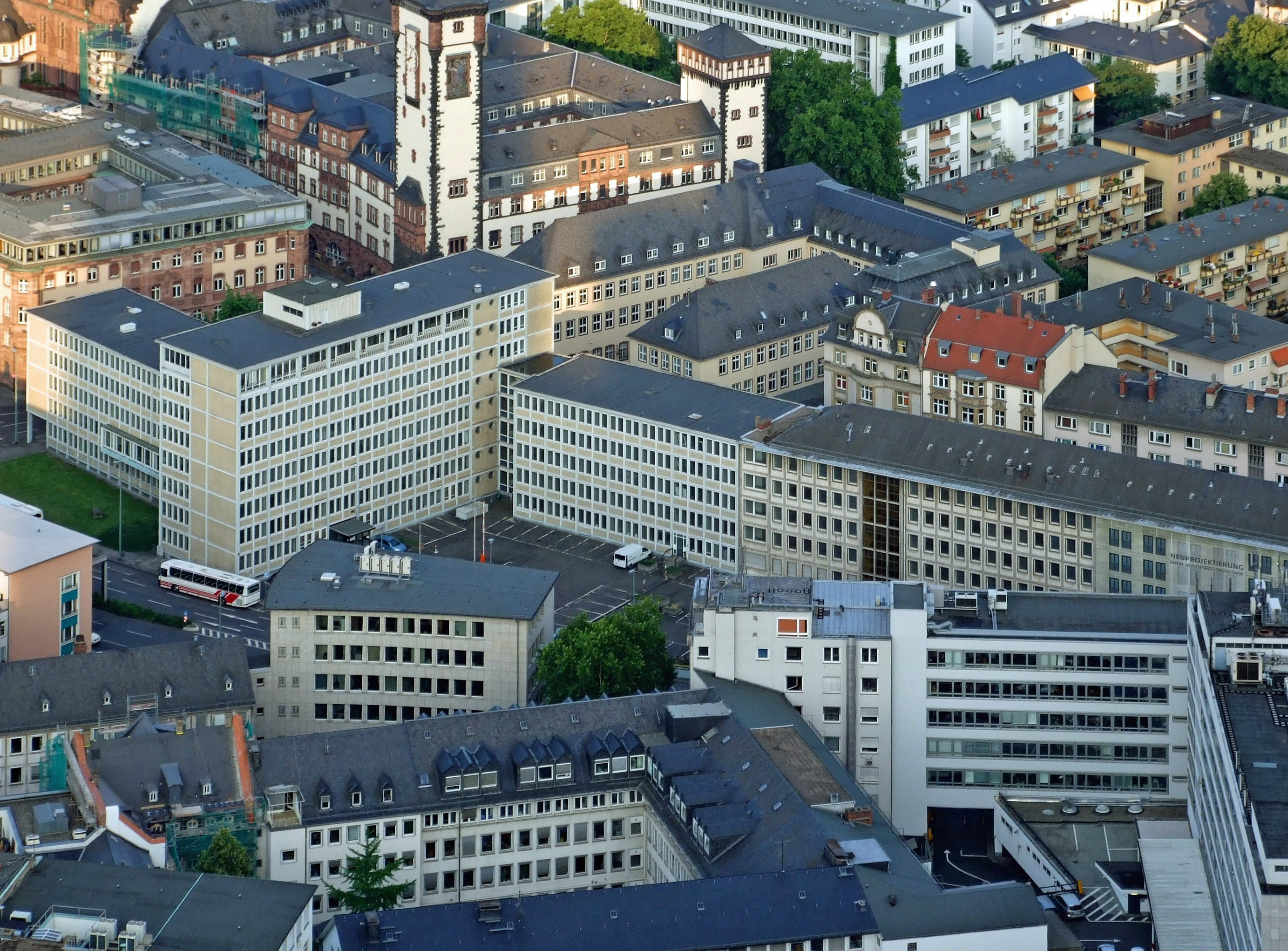
Ehemaliger Bundesrechnungshof in Frankfurt am Main

Werner Dierschke besuchte Gymnasien in Berlin und Hildesheim. Nach seinem Abitur 1926 in Hildesheim begann Werner Dierschke ein Architektur-Studium an der Technischen Hochschule Hannover und der Technischen Hochschule Dresden. Dort legte er 1930 auch seine Diplom-Hauptprüfung zum Diplom-Ingenieur ab. Seine berufliche Laufbahn begann er 1931 als Mitarbeiter im Büro von Adolf Muesmann in Dresden. Noch im selben Jahr wechselte er zum Stadtplanungs- und Hochbauamt in Plauen (Vogtland). Dort absolvierte er das Referendariat als Regierungsbauführer. Bis 1934 war er beim Staatlichen Grundstücksamt und der Hochbaudirektion des sächsischen Finanzministeriums in Dresden tätig.
Im Jahr 1935 legte er das 2. Staatsexamen zum Regierungsbaumeister (Assessor im öffentlichen Bauwesen) ab und leitete bis 1937 die Abteilung Stadtplanung beim Stadtbauamt Hildesheim. Von 1937 an war er Stadtbaurat in Marburg an der Lahn, bis er 1946 als freier Architekt tätig wurde. Diese Tätigkeit setzte er in Frankfurt am Main bis 1951 fort. Nachdem ein Wettbewerbsentwurf von ihm und Wilhelm Schwedes zum Aufbau der Innenstadt Hannovers den 1. Preis gewonnen hatte, wurde er 1951 auf Anregung seines Studienkollegen Rudolf Hillebrecht Leiter des städtischen Hochbauamts Hannover. 1955 wurde er zum Baudirektor befördert. Von 1961 bis 1972 war Dierschke ordentlicher Professor für Gebäudelehre und Entwerfen an der Technischen Hochschule Karlsruhe. Ab 1967 stand ihm Heinz Mohl als wissenschaftlicher Assistent zur Seite. Im Jahr 1972 erfolgte seine Emeritierung.

## Bauten und Entwürfe (Auswahl)

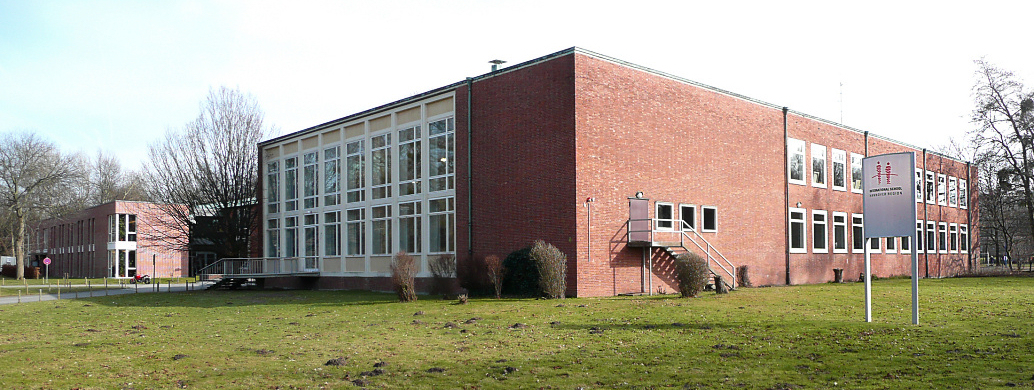
Ratsgymnasium Hannover (1952–1954), heute International School Hannover Region

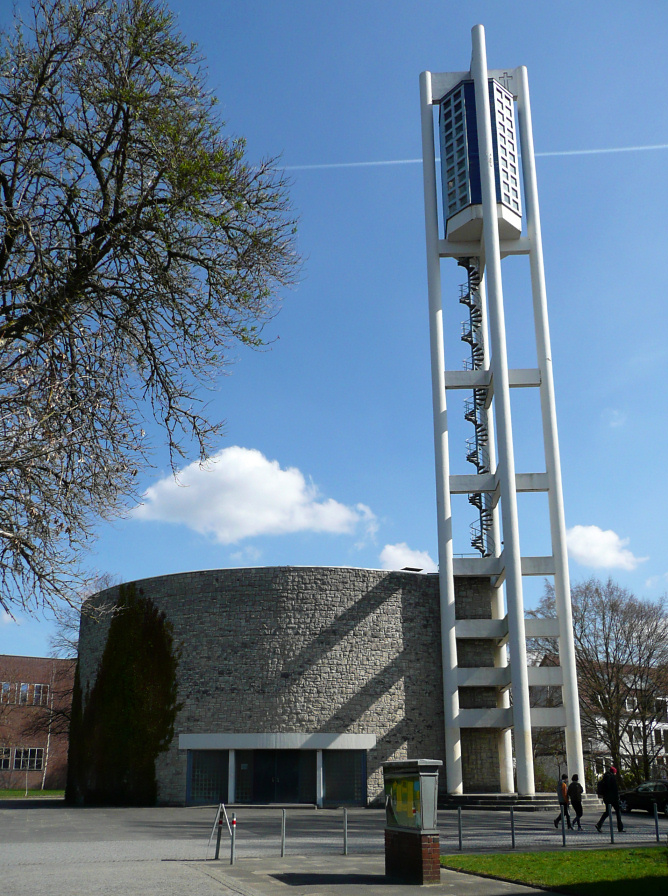
Bugenhagenkirche Hannover (1960–1962, Foto 2010)

- 1937: Kleinsiedlung am großen Saatner in Hildesheim
- 1938: Volksschule hinter dem Schwanhof in Marburg an der Lahn
- 1949: städtebaulicher Wettbewerbsentwurf für die Innenstadt von Hannover (mit Wilhelm Schwedes)
- 1950: Wettbewerbsentwurf für den Römerberg in Frankfurt am Main
- 1950: Wohnhaus von Schwartzkoppen in Frankfurt am Main
- 1951: Wettbewerbsentwürfe für die Neubauten der Landesversicherungsanstalt und der Berliner Handels-Gesellschaft in Frankfurt am Main
- 1951–1953: Gebäude des Bundesrechnungshofs in Frankfurt am Main (mit Friedel Steinmeyer)
- 1951–1953: Continental-Hochhaus in Hannover (zusammen mit Ernst Zinsser; unter Denkmalschutz)[2][3]
- 1951–1961: Gewerbliches Berufsschulzentrum in Hannover
- 1952–1954: Ratsgymnasium Hannover (mit A. Bätjer-Kiene; unter Denkmalschutz; heute Gebäude der International School Hannover Region)[4]
- 1953: Gebäude für die Landwirtschaftliche Rentenbank in Frankfurt am Main
- 1958–1961: Umbau und Erweiterung des Kestner-Museums in Hannover (mit R. Wildometz)
- 1960–1962: Bugenhagenkirche in Hannover
- 1961–1969: Stadthalle „Erwin-Piscator-Haus“ in Marburg an der Lahn (mit Ulrich Gothe)
- 1963/1964: Wohnhaus an der Markgrafenstraße in Baden-Baden
- 1966: Gastdozentenhaus „Heinrich Hertz“ der Technischen Hochschule Karlsruhe
- 1971–1977: Stadtklinik Baden-Baden (mit Gernot Kramer, Rudolf Wiest und Partner)